# Tony Hateley
Anthony Hateley – detto Tony – (Derby, 13 giugno 1941 – Preston, 1º febbraio 2014) è stato un calciatore inglese, di ruolo attaccante.

## Biografia
È il padre di Mark Hateley e nonno di Tom Hateley (figlio di Mark).

## Carriera
Nel 1974 viene ingaggiato dalla franchigia della North American Soccer League dei Boston Minutemen. Nella stagione 1974 vinse con i bostoniani la Northern Division. Con i Minutemen la corsa al titolo nordamericano fu interrotta alle semifinali, perse contro i futuri campioni dei L.A. Aztecs.

## Palmarès

### Club

#### Competizioni nazionali
- Fourth Division: 1

Notts County: 1970-1971